# Campeonato Roraimense 2020
El Campeonato Roraimense de 2020 fue la 65.ª edición del campeonato de fútbol del estado de Roraima. El Campeonato comenzó el 7 de marzo, finalizó el 23 de diciembre y contó con la participación de 5 clubes. El campeón garantizó plazas en la Copa de Brasil 2021, Copa Verde 2021 y los dos primeros colocados disputaron la Serie D 2021. El 20 de marzo, la Federação Roraimense de Futebol, a sugerencia de la Confederación Brasileña de Fútbol, suspendió el campeonato por tiempo indeterminado debido a la pandemia del COVID-19. Luego de una reunión se determinó que el campeonato volvería el 10 de octubre, pero en una nueva reunión el 30 de septiembre se decidió que el regreso sería solo en noviembre, debido a que algunos equipos del campeonato estaban jugando la Serie D del Campeonato Brasileño.

## Participantes[5]
| Equipos participantes | Equipos participantes | Equipos participantes |
| --------------------- | --------------------- | --------------------- |
| Atlético Roraima      | São Raimundo          | GAS                   |
| Rio Negro             | Baré                  |                       |

## Sistema de disputa
En la primera ronda, los cinco equipos se enfrentan todos contra todos, en una sola rueda. Los dos mejores equipos ubicados se enfrentan en la final. En la segunda ronda, los equipos vuelven a jugar todos contra todos, con los dos mejores equipos ubicados se enfrentando en la final. En ambas finales, el equipo mejor clasificado tendrá la ventaja de jugar por un empate. El equipo campeón de la primera ronda decidirá con el campeón de la segunda ronda el título de la competición. Si el mismo equipo gana ambas rondas, automáticamente será declarado el campeón.

## Taça Boa Vista
| Pos. | Equipo           | Pts. | PJ | G | E | P | GF | GC | Dif. | Clasificación 2020                |
| ---- | ---------------- | ---- | -- | - | - | - | -- | -- | ---- | --------------------------------- |
| 1    | GAS              | 10   | 4  | 3 | 1 | 0 | 11 | 4  | +7   | Clasificados a la final del turno |
| 2    | São Raimundo     | 8    | 4  | 2 | 2 | 0 | 6  | 3  | +3   | Clasificados a la final del turno |
| 3    | Rio Negro        | 4    | 4  | 1 | 1 | 2 | 2  | 3  | −1   |                                   |
| 4    | Atlético Roraima | 4    | 4  | 1 | 1 | 2 | 6  | 7  | −1   |                                   |
| 5    | Baré             | 1    | 4  | 0 | 1 | 3 | 3  | 11 | −8   |                                   |

Actualizado a los partidos jugados el 21 de diciembre de 2020.
 Fuente: Globo Esporte

### Partidos
| Fecha           | Hora  | Partido          | Partido | Partido          |
| --------------- | ----- | ---------------- | ------- | ---------------- |
| 7 de marzo      | 17:00 | São Raimundo     | 1-0     | Rio Negro        |
| 7 de marzo      | 19:00 | Baré             | 1-4     | GAS              |
| 10 de marzo     | 19:00 | São Raimundo     | 2-2     | GAS              |
| 10 de marzo     | 21:00 | Atlético Roraima | 0-1     | Rio Negro        |
| 14 de marzo     | 17:00 | Baré             | 2-5     | Atlético Roraima |
| 17 de marzo     | 19:00 | Atlético Roraima | 0-3     | GAS              |
| 5 de noviembre  | 17:00 | GAS              | 2-1     | Rio Negro        |
| 5 de noviembre  | 18:30 | Rio Negro        | 0-0     | Baré             |
| 19 de diciembre | 16:30 | Atlético Roraima | 1-1     | São Raimundo     |
| 21 de diciembre | 16:30 | São Raimundo     | 2-0     | Baré             |

### Final
| Fecha           | Hora  | Partido | Partido | Partido      |
| --------------- | ----- | ------- | ------- | ------------ |
| 23 de diciembre | 16:30 | GAS     | 1-4     | São Raimundo |

### Campeón
| Taça Boa Vista 2020              |
| -------------------------------- |
| São Raimundo Campeón (8º título) |

## Taça Roraima
| Pos. | Equipo           | Pts. | PJ | G | E | P | GF | GC | Dif. | Clasificación 2020                |
| ---- | ---------------- | ---- | -- | - | - | - | -- | -- | ---- | --------------------------------- |
| 1    | São Raimundo     | 10   | 4  | 3 | 1 | 0 | 9  | 1  | +8   | Clasificados a la final del turno |
| 2    | GAS              | 10   | 4  | 3 | 1 | 0 | 7  | 3  | +4   | Clasificados a la final del turno |
| 3    | Rio Negro        | 4    | 4  | 1 | 1 | 2 | 5  | 9  | −4   |                                   |
| 4    | Atlético Roraima | 3    | 4  | 1 | 0 | 3 | 6  | 7  | −1   |                                   |
| 5    | Baré             | 1    | 4  | 0 | 1 | 3 | 3  | 10 | −7   |                                   |

Actualizado a los partidos jugados el 14 de diciembre de 2020.
 Fuente: Globo Esporte

### Partidos
| Fecha           | Hora  | Partido          | Partido | Partido          |
| --------------- | ----- | ---------------- | ------- | ---------------- |
| 20 de noviembre | 18:30 | Baré             | 2-2     | Rio Negro        |
| 20 de noviembre | 20:30 | GAS              | 2-1     | Atlético Roraima |
| 25 de noviembre | 18:30 | Rio Negro        | 0-1     | GAS              |
| 2 de diciembre  | 18:30 | Atlético Roraima | 3-0     | Baré             |
| 2 de diciembre  | 20:30 | Rio Negro        | 0-4     | São Raimundo     |
| 5 de diciembre  | 16:00 | São Raimundo     | 2-0     | Atlético Roraima |
| 8 de diciembre  | 18:30 | GAS              | 3-1     | Baré             |
| 8 de diciembre  | 20:30 | Rio Negro        | 3-2     | Atlético Roraima |
| 11 de diciembre | 19:00 | GAS              | 1-1     | São Raimundo     |
| 14 de diciembre | 18:30 | Baré             | 0-2     | São Raimundo     |

### Final
| Fecha           | Hora  | Partido      | Partido | Partido |
| --------------- | ----- | ------------ | ------- | ------- |
| 17 de diciembre | 16:30 | São Raimundo | 1-1     | GAS     |

### Campeón
| Taça Roraima 2020                |
| -------------------------------- |
| São Raimundo Campeón (7º título) |

## Final del campeonato
- No fue necesario ya que el São Raimundo conquistó las dos rondas del campeonato.

| Campeón Campeonato Roraimense 2020     |
| -------------------------------------- |
| Boa Vista                              |
| São Raimundo (11º título - 5º consec.) |

## Goleadores[8]
- Actualizado el 23 de diciembre de 2020.

| Jugador       | Club                    | Goles |
| ------------- | ----------------------- | ----- |
| Ygor          | São Raimundo            | 3     |
| Marcos Felipe | São Raimundo            | 3     |
| Igor Felipe   | São Raimundo            | 3     |
| Stanley       | São Raimundo            | 3     |
| Fred          | Grêmio Atlético Sampaio | 3     |
| Jussan        | Grêmio Atlético Sampaio | 3     |
| Robemar       | Grêmio Atlético Sampaio | 3     |
| Romário       | Atlético Roraima        | 3     |

## Clasificación general
| Pos. | Equipo           | Pts. | PJ | G | E | P | GF | GC | Dif. | Clasificación 2020                                                            |
| ---- | ---------------- | ---- | -- | - | - | - | -- | -- | ---- | ----------------------------------------------------------------------------- |
| 1    | São Raimundo     | 19   | 9  | 5 | 4 | 0 | 18 | 6  | +12  | Campeón, Clasificado a la Serie D 2021, Copa de Brasil 2021 y Copa Verde 2021 |
| 2    | GAS              | 21   | 10 | 6 | 3 | 1 | 20 | 12 | +8   | Subcampeón, Clasificado a la Serie D 2021                                     |
| 3    | Rio Negro        | 8    | 8  | 2 | 2 | 4 | 7  | 12 | −5   |                                                                               |
| 4    | Atlético Roraima | 7    | 8  | 2 | 1 | 5 | 12 | 14 | −2   |                                                                               |
| 5    | Baré             | 2    | 7  | 0 | 2 | 5 | 6  | 19 | −13  |                                                                               |

Actualizado a los partidos jugados el 23 de diciembre de 2020.
 Fuente: Globo Esporte